# Alfred Dodds

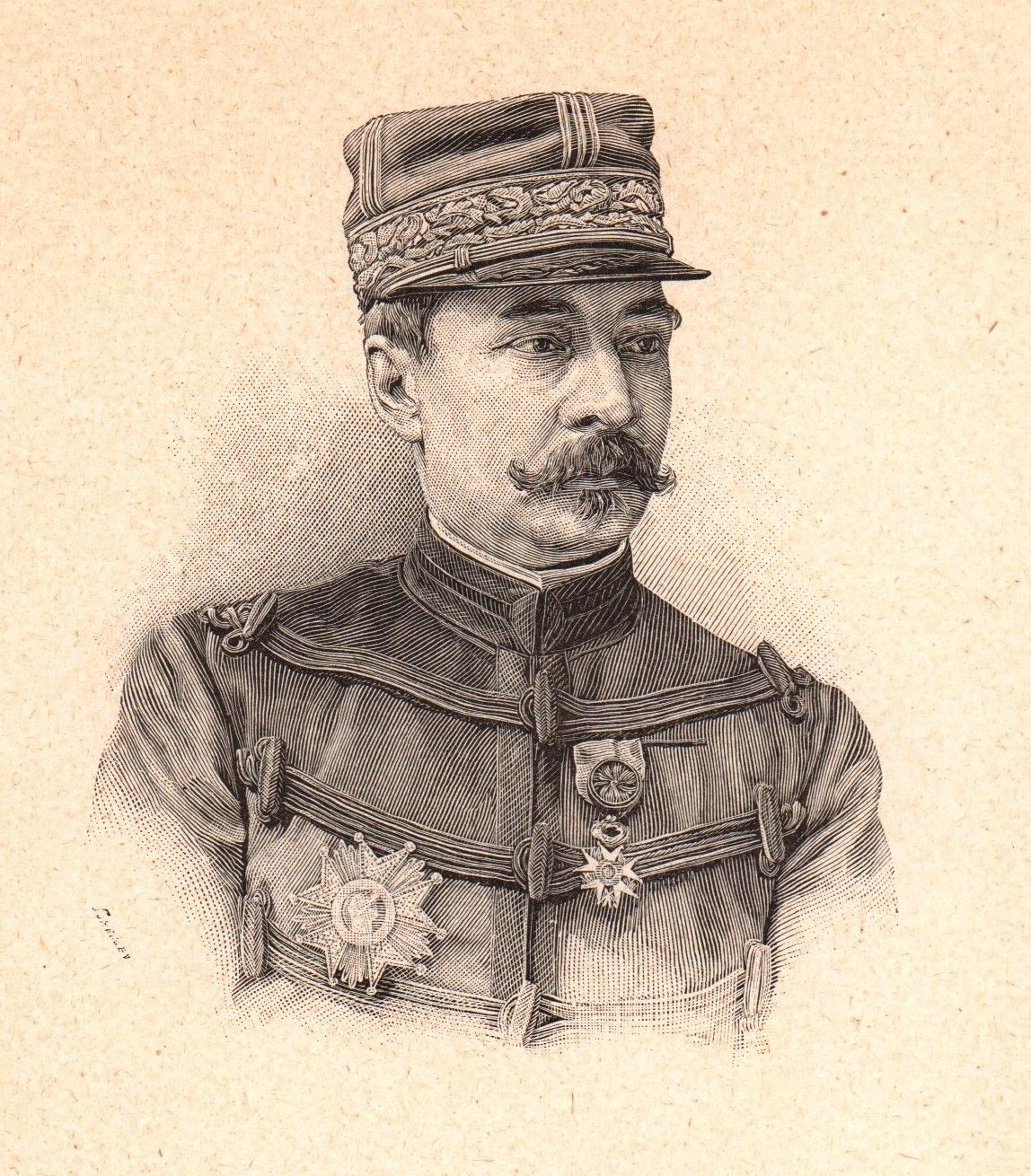
Alfred Dodds

Alfred Amédée Dodds, född 6 februari 1842, död 18 juli 1922, var en fransk militär.
Dodds blev officer vid marininfanteriet 1864, och deltog med utmärkelse i fransk-tyska kriget. Han blev fången vid Sedan men rymde och tjänstgjorde därefter i Loirearmén. Efter långvarig tjänst i kolonierna utnämndes Dodds 1892 till brigadgeneral och överbefälhavare i kriget mot Dahomey, intog 17 november samma år huvudstaden och tog 24 januari 1894 kung Béhanzin till fånga. År 1899 blev Dodds divisionsgeneral, 1901 överbefälhavare i Indokina, 1902 chef för kolonialtrupperna samt 1905 medlem av högsta krigsrådet.